# 301 guerre fa
301 guerre fa è il 19º e ultimo album in studio di Pierangelo Bertoli pubblicato nel 2002, poco prima della sua morte. 

## Descrizione
L'album è composto da quattro inediti e vecchie canzoni riarrangiate. La copertina mostra l'immagine di una carica di soldati, nel mezzo di un bosco, tra le bombe.
La title track, scritta e cantata con Danilo Amerio, narra di un futuro post-nucleare, un tema caro alla scuola bolognese dei cantautori (L'atomica cinese, Il vecchio e il bambino di Guccini). Il tema del disastro della guerra atomica era stato affrontato dal cantautore sassolese anche in Eppure soffia, in termini più ecologisti e riferito al mondo contemporaneo, mentre in questo album si immagina un ipotetico futuro in cui l'umanità è regredita all'età della pietra e nessuno ha più memoria del passato.
Pescatore è cantata con Fiordaliso.

## Tracce
1. 301 guerre fa (inedito) – 3:53
2. La fatica – 4:32
3. La nebbia – 4:20
4. La prima pioggia – 3:32
5. Favola – 3:12
6. Oracoli – 3:38
7. Se solo lo vuoi (inedito) – 4:43
8. Vagabondi – 3:24
9. Così – 5:14
10. Le grandi solitudini (inedito) – 4:07
11. Spunta la luna dal monte – 3:55
12. Cent'anni di meno – 3:54
13. Pescatore – 3:54
14. Liberato me (inedito) – 4:25

## Formazione
- Pierangelo Bertoli – voce
- Massimo Palermo – basso
- Fabio Pozzi – chitarra acustica, chitarra elettrica
- Marco Dieci – tastiera, armonica
- Marco Grasso – tastiera
- Gabriele Monti – basso, chitarra acustica, chitarra elettrica
- Lele Melotti – batteria
- Bruno De Filippi – armonica a bocca